# Oostenrijks voetbalkampioenschap 1924/25
1922/23 was het 12de seizoen in de Oostenrijkse competitie, ingericht door de NÖFV (Niederösterreichische Fußballverband). De competitie stond enkel open voor clubs uit de hoofdstad Wenen en voorsteden daarvan. Onder de Erste Klasse was er de Zweite Klasse. De Landesliga was de hoogste speelklasse voor clubs uit de andere deelstaten.

## I. Liga
|     | I. Liga 1924/25       | Wed | W  | G | V  | Saldo | Ptn |
| --- | --------------------- | --- | -- | - | -- | ----- | --- |
| 1.  | SC Hakoah Wien        | 20  | 10 | 6 | 4  | 43:30 | 26  |
| 2.  | Wiener Amateur-SV (K) | 20  | 10 | 4 | 6  | 36:28 | 24  |
| 3.  | First Vienna FC 1894  | 20  | 9  | 5 | 6  | 41:32 | 23  |
| 4.  | SK Rapid Wien         | 20  | 9  | 5 | 6  | 49:39 | 23  |
| 5.  | Wiener AC (P)         | 20  | 8  | 7 | 5  | 42:37 | 23  |
| 6.  | SK Admira Wien        | 20  | 8  | 6 | 6  | 39:30 | 22  |
| 7.  | SC Wacker Wien        | 20  | 6  | 8 | 6  | 34:36 | 20  |
| 8.  | 1. Simmeringer SC     | 20  | 7  | 4 | 9  | 43:44 | 18  |
| 9.  | Wiener Sport-Club     | 20  | 6  | 5 | 9  | 32:35 | 17  |
| 10. | SK Slovan Wien        | 20  | 5  | 7 | 8  | 31:42 | 17  |
| 11. | SpC Rudolfshügel (P)  | 20  | 2  | 3 | 15 | 21:58 | 7   |

Kampioenenploeg: Sándor Fábián (19/1), Karl Duldig (1) - Max Scheuer (13), Josef Grünfeld (6), Maximilian Gold (11), Jacob Wegner (11/1), Béla Guttmann (16), Egon Pollak (18), Richard Fried (19), Josef Stross (0), Sándor Nemes (18/5), Ernö Schwarz (14/4), Moses Häusler (20/8), József Eisenhoffer (17/7), Norbert Katz (12/3), Max Grünwald (11/8), Lajos Hess (13/4), Siegfried Wortmann (0), Theodor Wegner (0), Heinrich Fuß (1) - Sektionsleiter: Valentine Rosenfeld - Trainer: Arthur Baar
(K) = verdedigend kampioen, (P) = Promovendus, (B) = beker, (D) = degradant 

## II. Liga
|     | II. Liga 1924/25             | Wed | W  | G  | V  | Saldo | Ptn |
| --- | ---------------------------- | --- | -- | -- | -- | ----- | --- |
| 1.  | Floridsdorfer AC             | 22  | 16 | 5  | 1  | 63:13 | 37  |
| 2.  | ASV Hertha Wien              | 22  | 14 | 6  | 2  | 48:15 | 34  |
| 3.  | Wiener AF                    | 22  | 13 | 5  | 4  | 51:31 | 31  |
| 4.  | SC International Wien        | 22  | 12 | 5  | 5  | 41:22 | 29  |
| 5.  | FC Ostmark Wien              | 22  | 8  | 8  | 6  | 36:22 | 24  |
| 6.  | SC Nicholson Wien            | 22  | 8  | 5  | 9  | 40:40 | 21  |
| 7.  | SC Weiße Elf Wien            | 21  | 6  | 6  | 9  | 28:44 | 18  |
| 8.  | SC Germania Schwechat        | 22  | 3  | 12 | 7  | 16:31 | 18  |
| 9.  | Wiener Bewegungsspieler      | 21  | 5  | 5  | 11 | 25:40 | 15  |
| 10. | 1. Favoritner FC Vorwärts 06 | 22  | 4  | 5  | 13 | 27:52 | 13  |
| 11. | Wiener Sportfreunde          | 22  | 3  | 6  | 13 | 22:51 | 12  |
| 12. | FC Sturm 07                  | 22  | 3  | 4  | 15 | 17:53 | 10  |

## Landesliga

### Niederösterreich
1. Wiener Neustädter SC werd voor de derde opeenvolgende keer kampioen van Niederösterreich.

### Oberösterreich
|     | Oberösterreich    | Wed | W  | G | V  | Saldo | Ptn |
| --- | ----------------- | --- | -- | - | -- | ----- | --- |
| 1.  | Linzer ASK        | 18  | 17 | 0 | 1  | 85:19 | 34  |
| 2.  | SC Hertha Wels    | 18  | 8  | 4 | 6  | 51:34 | 20  |
| 3.  | SV Urfahr Linz    | 18  | 8  | 4 | 6  | 41:23 | 20  |
| 4.  | SK Vorwärts Steyr | 18  | 8  | 3 | 7  | 33:32 | 19  |
| 5.  | ASK Sparta Linz   | 18  | 8  | 2 | 8  | 41:32 | 18  |
| 6.  | Germania Linz     | 18  | 6  | 6 | 6  | 29:20 | 18  |
| 7.  | Olympia Linz      | 18  | 7  | 4 | 7  | 25:47 | 18  |
| 8.  | ASK Rapid Linz    | 18  | 5  | 4 | 9  | 32:45 | 14  |
| 9.  | Welser SC         | 18  | 5  | 3 | 10 | 27:46 | 13  |
| 10. | SK Amateure Steyr | 18  | 3  | 2 | 13 | 13:79 | 8   |

### Salzburg
|    | Salzburg              | Wed | W | G | V | Saldo | Ptn |
| -- | --------------------- | --- | - | - | - | ----- | --- |
| 1. | Salzburger AK 1914    | 2   | 1 | 0 | 1 | 6:4   | 2   |
| 2. | 1. Salzburger SK 1919 | 2   | 1 | 0 | 1 | 4:6   | 2   |

### Steiermark
|    | Steiermark    | Wed | W  | G | V  | Saldo | Ptn |
| -- | ------------- | --- | -- | - | -- | ----- | --- |
| 1. | SK Sturm Graz | 12  | 11 | 1 | 0  | 70:11 | 23  |
| 2. | Grazer AK     | 12  | 7  | 2 | 3  | 59:17 | 16  |
| 3. | Hakoah Graz   | 12  | 8  | 0 | 4  | 34:20 | 16  |
| 4. | Südbahn Graz  | 12  | 5  | 2 | 5  | 28:32 | 12  |
| 5. | Grazer AAC    | 12  | 3  | 1 | 8  | 19:37 | 7   |
| 6. | Rapid Graz    | 12  | 3  | 0 | 9  | 13:50 | 6   |
| 7. | ASK Voitsberg | 12  | 2  | 0 | 10 | 11:64 | 4   |

### Tirol
|    | Tirol                             | Wed | W | G | V | Saldo | Ptn |
| -- | --------------------------------- | --- | - | - | - | ----- | --- |
| 1. | SV Innsbruck                      | 8   | 7 | 1 | 0 | 30:6  | 15  |
| 2. | Arbeiter TV Innsbruck             | 8   | 5 | 1 | 2 | 23:11 | 11  |
| 3. | Christlich-deutscher TV Innsbruck | 8   | 4 | 0 | 4 | 18:30 | 8   |
| 4. | SC Tirol Innsbruck                | 8   | 3 | 0 | 5 | 24:26 | 6   |
| 5. | ATV Pradl                         | 8   | 0 | 0 | 8 | 3:25  | 0   |

### Vorarlberg
|    | Vorarlberg             | Wed | W | G | V | Saldo | Ptn |
| -- | ---------------------- | --- | - | - | - | ----- | --- |
| 1. | FC Lustenau 07         | 4   | 2 | 2 | 0 | 15:5  | 6   |
| 2. | FA Turnerbund Lustenau | 4   | 2 | 2 | 0 | 11:3  | 6   |
| 3. | TV Jahn Lustenau       | 4   | 0 | 0 | 4 | 2:20  | 0   |

1911/12 · 1912/13 · 1913/14 · 1914/15 · 1915/16 · 1916/17 · 1917/18 · 1918/19 · 1919/20 · 1920/21 · 1921/22 · 1922/23 · 1923/24 · 1924/25 · 1925/26 · 1926/27 · 1927/28 · 1928/29 · 1929/30 · 1930/31 · 1931/32 · 1932/33 · 1933/34 · 1934/35 · 1935/36 · 1936/37 · 1937/38 · 1938/39 · 1939/40 · 1940/41 · 1941/42 · 1942/43 · 1943/44 · 1944/45 · 1945/46 · 1946/47 · 1947/48 · 1948/49 · 1949/50 · 1950/51 · 1951/52 · 1952/53 · 1953/54 · 1954/55 · 1955/56 · 1956/57 · 1957/58 · 1958/59 · 1959/60 · 1960/61 · 1961/62 · 1962/63 · 1963/64 · 1964/65 · 1965/66 · 1966/67 · 1967/68 · 1968/69 · 1969/70 · 1970/71 · 1971/72 · 1972/73 · 1973/74 · 1974/75 · 1975/76 · 1976/77 · 1977/78 · 1978/79 · 1979/70 · 1980/81 · 1981/82 · 1982/83 · 1983/84 · 1984/85 · 1985/86 · 1986/87 · 1987/88 · 1988/89 · 1989/90 · 1990/91 · 1991/92 · 1992/93 · 1993/94 · 1994/95 · 1995/96 · 1996/97 · 1997/98 · 1998/99 · 1999/00 · 2000/01 · 2001/02 · 2002/03 · 2003/04 · 2004/05 · 2005/06 · 2006/07 · 2007/08 · 2008/09 · 2009/10 · 2010/11 · 2011/12 · 2012/13 · 2013/14 · 2014/15 · 2015/16 · 2016/17 · 2017/18 · 2018/19 · 2019/20 · 2020/21 · 2021/22 · 2022/23